# Moniot de Paris
Ne doit pas être confondu avec Moniot d'Arras.
Moniot de Paris est un trouvère parisien (actif après 1250), probablement la même personne que le Monniot auteur du Dit de fortune en 1278. Autrefois considéré comme ayant vécu au début du XIIIe siècle, la datation de ses œuvres a depuis été déplacée à la fin du siècle.
Neuf de ses chansons ont survécu : trois pastourelles, une chanson de rencontre, une maumariée et quatre rotrouenges énigmatiques assez éloignées du grand chant courtois. Brouillant volontiers les frontières entre les genres, il représente selon Jean Frappier une nouvelle conception de l'amour courtois comme « une courtoisie embourgeoisée ». Son style est populaire, et son lyrisme musical et poétique est limité. Il se caractérise par l'emploi presque systématique de refrains (comme l'onomatopée « Vadu, vadu, vadu, va ! ») et par l'aspect spontané de ses mélodies, aux petits intervalles et aux motifs répétés. Cette simplicité en assura la popularité : Moniot en réutilisa une et quatre d'entre elles furent réemployées pour des contrafacta ultérieurs.

## Œuvres
- A une ajournee
- Au nouviau tens que nest la violete
- Je chevauchoie l'autrier
- L'autrier par un matinet
- Li tens qui reverdoie
- Lonc tens ai mon tens usé
- Pour mon cuer releecier
- Quant je oi chanter l'alouete
- Qui veut amours maintenir
- Le Dit de Fortune